# Mira Lieb
Mira Lieb (bürgerlich Mira Demirdirek; * 27. Juli 1995) ist eine ehemalige deutsche Kinderdarstellerin.

## Leben
Lieb wurde als Mira Demirderek am 27. Juli 1995 geboren. Bekannt wurde sie durch die Kinder- und Jugendserie Die Pfefferkörner, in der sie von Folge 53 (Staffel 5) bis Folge 80 (Staffel 7) als Yeliz Surat mitwirkte. 2008 wirkte sie im Kurzfilm Der Bleistift-weg-mach mit. Nach den Pfefferkörnern spielte Mira noch in einer Folge der Fernsehserie Notruf Hafenkante mit und zog sich dann aus dem Filmgeschäft zurück.

## Filmografie (Auswahl)
- 2008–2010: Die Pfefferkörner (Fernsehserie, 28 Folgen)
- 2008: Der Bleistift-weg-mach (Kurzfilm)
- 2011: Notruf Hafenkante (Fernsehserie, 1 Folge)